# Idwār al-Kharrāṭ
Idwār al-Kharrāṭ (in arabo إدوار الخراط‎?; Alessandria d'Egitto, 16 marzo 1926 – Il Cairo, 1º dicembre 2015) è stato uno scrittore e critico letterario egiziano.

## Biografia
Nasce ad Alessandria d'Egitto nel 1926 da una famiglia copta. Attivo nel movimento rivoluzionario egiziano, sconta due anni di carcere negli anni quaranta per aver partecipato alle proteste contro il colonialismo britannico in Egitto. 
Laureato in giurisprudenza nel 1946, funzionario di vari enti, eletto segretario generale dell'Unione degli scrittori afro-asiatici. Si dedica dal 1983 esclusivamente alla letteratura e nel 1986 fonda una rivista d'avanguardia "Gallery '68" che si oppone all'estetica classica di Nagib Mahfuz. Per il suo stile surrealista e simbolista, è uno degli innovatori della letteratura araba contemporanea.
Ritenuto come uno dei fondatori del romanzo della letteratura araba contemporanea, nonché un suo teorico, ha pubblicato oltre 50 opere, tra cui Alessandria città di zafferano, Le ragazze di Alessandria, Alte mura, L'ora dell'orgoglio.
Ha vinto nel 2014 il Premio Nilo per la Letteratura, il principale premio egiziano per la letteratura contemporanea; inoltre ha ricevuto la Medaglia Naguib Mahfouz per la Letteratura dall'Università Americana del Cairo nel 1999.

## Opere
- Alte mura (in arabo حيطان عالية‎?, Hitan 'aliya), Il Cairo 1959.
- Rama e il drago (in arabo رامة والتنين‎?, Rama wa attinin), Il Cairo 1980.
- Le ragazze di Alessandria (Ya banat Iskandariyah). Roma: Jouvence, 1993.
- Alessandria città di zafferano (in arabo ترابها زعفران‎?, Turabuha za'faran. Roma: Jouvence, 1994.
- I sassi di Bubillo (Hijarat Bubillu), 1999